# Šišov
Šišov (Hongaars: Sissó) is een Slowaakse gemeente in de regio Trenčín, en maakt deel uit van het district Bánovce nad Bebravou.
Šišov telt 475 inwoners.